# Q POWER Festival
Q POWER Festival 是專為台灣的 LGBTQ+ 文化相關的原創作品設置的獎項。由彩虹平權大平台於舉辦首屆 Q POWER Festival 頒獎典禮，串連流行文化中的創作者、作品與社會大眾，推動 LGBTQ+故事更多元立體的呈現。透過獎勵音樂、影像、廣告、社群等同志故事的多元創作，開啟對話，共創友善平等的未來。

## 外部連結
- Q POWER Festival官方網站 （页面存档备份，存于）
- Q POWER Festival的Facebook專頁
- YouTube上的彩虹平權大平台頻道